# Francisco de Melo Manuel
Francisco de Melo Manuel (Lamego, 15 de Fevereiro de1626 - Londres, 9 de Setembro de 1678) foi um poeta e pintor português, alcaide-mor da cidade de Lamego, membro da Ordem de Cristo, trinchante Mor da Casa Real, embaixador na Holanda e Inglaterra. 

## Biografia
Primo direito de D.Francisco Manuel de Melo, D. Francisco de Melo Manuel, ou simplesmente D. Francisco de Melo,  era filho de D. Gomes de Melo Manuel (irmão de D. Luís de Melo, pai do grande escritor barroco) e de D. Marinha Drago de Portugal. 
Um outro primo que também se destacou nas letras, além de na política, foi D. Agostinho Manuel de Vasconcelos. 

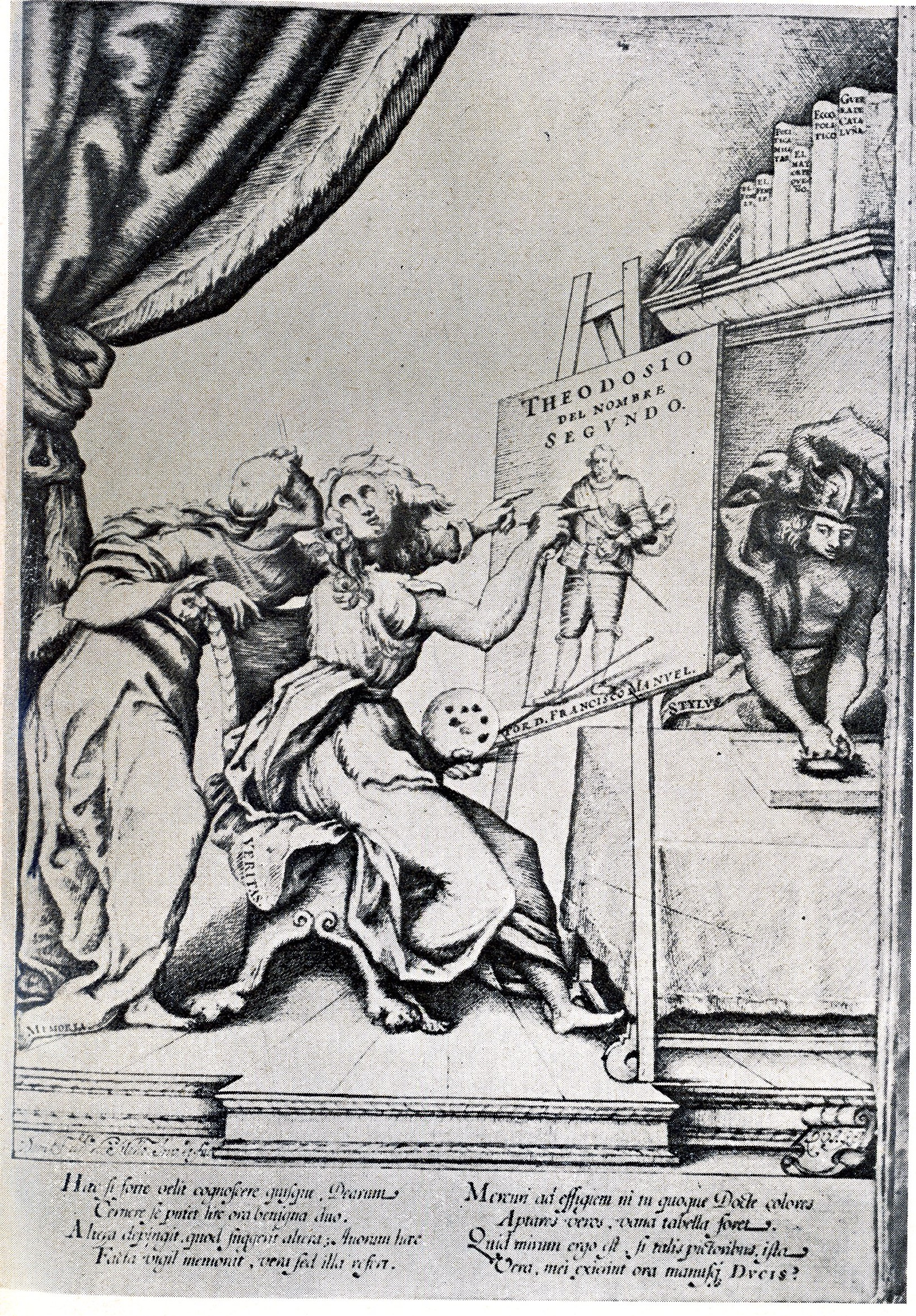
Frontispicio do "D. Teodosio II", de D. Francisco Manuel de Melo, desenhado por D. Francisco primo do autor

Foi membro, como seu primo, da Academia dos Generosos, e foram alguns do seus poemas editados na Fénix Renascida. Pintor, e desenhador, seu primo pediu-lhe para pintar um painel do refeitório do convento dos arrábidos, e desenhar a portada do seu livro : D. Teodósio II, como diz este último D. Francisco, numa carta dirigida a um amigo, Azevedo, datada de 10 de maio de 1649 : "Neste livro Teodósio, que a S. Majestade escrevo, de que determino fazer-lhe cedo presente, fiz debuxar um capricho por meu primo Francisco, que com raro acêrto o pôs em efeito, - para dêle, se abrir uma estampa que sirva de rosto ao verdadeiro livro". 
O mesmo escritor faz dele este elogio, em A Viola de Talia, a proposito das suas capacidades poéticas : "Pois que direi de um Melo / que traz a melodia em paralelo / porque segundo a grega analogia / disse, quam dico Melos, Melodia".. Também dedica-lhe a "Égloga Moral", Casamento, enserida na Sanfonha de Euterpe, Quinta Musa do melodino, da suas Obras Métricas, assim como a sua obra : "Carta de guia de casados".
Em Inglaterra, além de embaixador, desempenhou a função de camareiro mor da rainha D. Catarina, mulher do rei D. carlos II.
Fernando Mendez, no seu Stadium Apollinare, Lugdunum (Lyon), 1668, faz dele grande elogio ao dedicar-lhe a obra.